# Cormobius tenuis
Cormobius tenuis là một loài tò vò trong họ Ichneumonidae.